# Eko Supriyanto

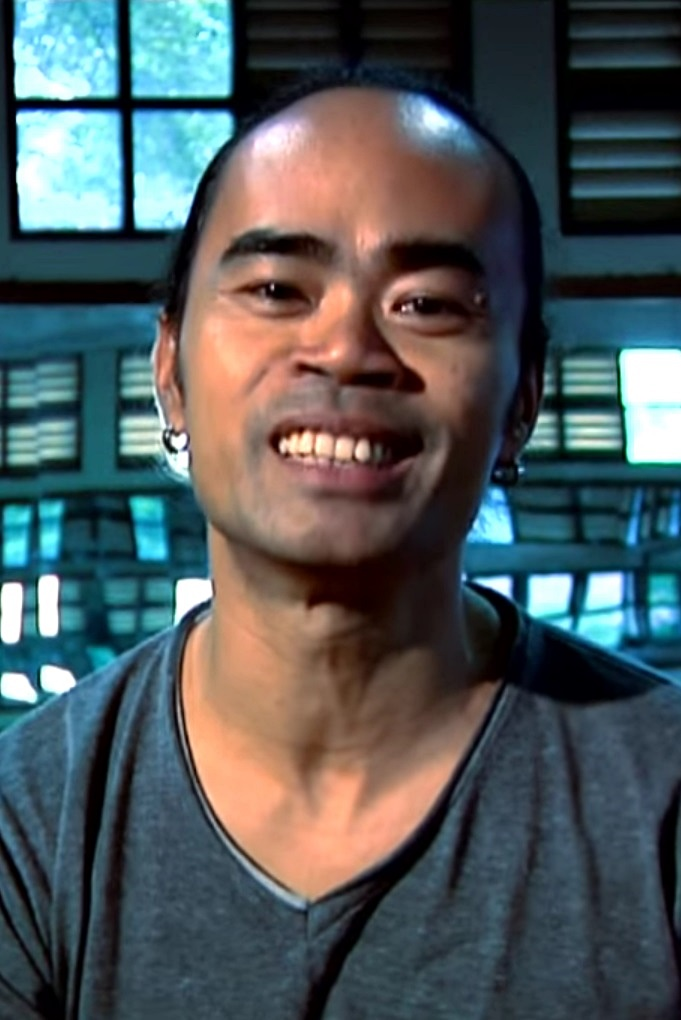
Eko Supriyanto, 2021

Eko Supriyanto (* 26. November 1970) ist ein indonesischer Tänzer und Choreograph.

## Leben
Supriyanto hatte ab dem siebenten Lebensjahr Unterricht in der indonesischen Kampfkunst Pencak Silat und javanischem Hoftanz. Seine Tanzlehrer waren in den 1980er Jahren Bagong Kusudiardjo, Kahari und Alit Maryono und Anfang der 1990er Jahre S. Maridi, Sunarno, S. Pamardi und S. Ngaliman. Improvisation und Meditation studierte er am Lemah Putih Seminar bei Suprapto Suryodarmo und Choreographie bei Sardono Waluyo Kusumo vom Sardono Dance Theatre in Surakarta. 1997 war er International Choreographer in Residence beim American Dance Festival in Durham.
Von 1998 bis 2001 setzte er seine Ausbildung an der University of California, Los Angeles fort. Hier studierte er modernen Tanz bei David Rousseve, Improvisation bei Simone Forti, Kontaktimprovisation bei Nina Martin, klassischen indischen Tanz bei Viji Prakash, afrikanischen Tanz bei Zhinga, Stepptanz bei Lyn Dally und Choreographie bei David Rousseve, Victoria Marks und Angelia Leung und erhielt am Department of World Arts and Cultures 2001 den Grad Master of Fine Arts (MFA) für Tanz und Choreographie. Als Fulbright-Stipendiat ging er an die Gadjah-Mada-Universität in Yogyakarta und erhielt dort 2014 den PhD für Performance Studies.
1996 gründete Supriyanto in Surakarta das Solo Dance Studio, dessen Leiter er ist. Seit Ende der 1990er Jahre wurden seine Choreographien in den USA (u. a. beim American Dance Festival, im Getty Museum und am Japan American Theatre), in Asien und Europa aufgeführt. 2001 war er featured dancer in Madonnas Drowned World Tour. Als Berater wirkte er an der Tour von Julie Taymors Broadway-Produktion Lion King mit. Als Tänzer und Choreograph war er u. a. an Peter Sellars’ Produktion der Oper Le Grand Macabre von György Ligeti und dem von Sellars produzierten Film Opera Jawa (2006) von Garin Nugroho beteiligt. Als Choreograph wirkte er auch an Nugrohos Film Generasi Biru mit der indonesischen Rockband Slank mit.
In Löwen stellte er 2010 sein Stück Soldier vor. 2011 war er Gastchoreograph am Maya Dance Theatre in Singapur. Sein neues Werk Para-Human wurde 2012 von sechs kambodschanischen Tänzern am Nationalmuseum von Singapur uraufgeführt. Für das STUK Theatre in Löwen choreographierte er das Stück Solid.States, mit dem er als Tänzer 2013 durch Europa tourte. Am Jailolo Bay Festival beteiligte er sich als Regisseur und Choreograph des Stückes Sasadu on the Sea. Für eine Aufführung an der Akademi Seni Budaya dan Warisan Kebangsaan (ASWARA) 2013 in Kuala Lumpur entstand sein Stück Cry Jailolo für vier Tänzer aus Jailolo. In überarbeiteter Version für sieben Tänzer präsentierte er es beim Indonesian Dance Festival und 2015 in Japan, Australien und Europa. Internationale Erfolge hatte er auch mit den Werken Balabala und SALT.